# Bad Buddy
Bad Buddy (en tailandés:แค่เพื่อนครับเพื่อน; RTGS: Khae Phuean Khrap Phuean; lit. "Sólo un amigo, amigo") es una serie de televisión de 2021 Yaoi y comedia dramática tailandesa protagonizada por Korapat Kirdpan (Nanon) y Pawat Chittsawangdee (Ohm). Dirigida por Noppharnach Chaiwimol y producida por GMMTV es la adaptación de la novela Behind The Scenes escrita por Afterday y -West-.
La trama se centra en una pareja de chicos que residen en el mismo vecindario pero quienes, debido a disputas entre sus respectivas familias, se verán obligados a competir entre sí con casi cualquier excusa. Ello no impedirá que con el pasar del tiempo, y gracias a algunas buenas acciones que tienen entre sí, acaben desarrollando sentimientos románticos.

## Argumento
La rivalidad entre Pat (Pawat Chittsawangdee), un joven impulsivo y descarado, y Pran (Korapat Kirdpan), su vecino perfeccionista y metódico, viene desde hace mucho tiempo atrás. Ambos están destinados a convertirse en enemigos incluso antes de haber nacido. Sus familias conviven, puerta con puerta, en el mismo vecindario y la rivalidad entre las empresas que dirigen cada una de las familias es la causa fundamental de esa mala relación. Ello supone que se conviertan en adversarios en cualquier tipo de competición escolar o por cualquier otro motivo.
A la edad de 12 años sucede un incidente que propicia que finalice la animadversión entre ambos: la hermana menor de Pat, Pa (Pattranite Limpatiyakorn), durante una excursión en bicicleta, tiene un accidente en un lago cercano a casa comenzando a ahogarse. Paralizado por el miedo y la angustia Pat se ve incapaz de reaccionar pero Pran, quien observa la escena, inmediatamente se arroja al agua logrando salvar a la niña. La relación entre los jóvenes cambia desde ese momento, haciéndose más cercana, pero los tres deciden ocultarlo a sus respectivas familias. De cara a la galería aparentan seguir comportándose como enemigos aunque, en verdad, ya no se detestan. 
Años después, en el instituto, ambos forman parte del club de música e integran un mismo grupo con otros dos jóvenes lo que propicia que se hagan más íntimos. Pero cuando la familia de Pran descubre la situación, durante un concierto que la banda ofrece, obligan a su hijo a cambiar de instituto y proseguir con su formación en el extranjero ya que no pueden tolerar su relación.
Dos años después, coincidiendo con el inicio de sus estudios universitarios, por casualidad ambos vuelven a coincidir en la misma Universidad. Además viven en la misma residencia estudiantil teniendo asignado, sin saberlo, un apartamento frente a otro. Pat es elegido como el representante de los alumnos de primer año de la facultad de Ingeniería y Pran, por su parte, es el representante de los de la facultad de Arquitectura. Curiosamente en la universidad ambas facultades son conocidas por mantener una rivalidad desde mucho tiempo atrás. Los amigos de Pat y de Pran tienen una serie de encontronazos y peleas tras las que son advertidos que, de repetirse, tendrán consecuencias. Ello no impide que en una nueva pelea destrocen una parada de autobús situada en el campus. Ambos jóvenes convencen a los responsables de la universidad de que el castigo sea la construcción, entre ambos grupos, de una nueva parada de autobús. El hecho de tener que coordinar los esfuerzos entre ambos grupos hace que Pat y Pran, los líderes de ambos, tengan un contacto cada vez más estrecho hasta que, finalmente, surge el amor. Ellos comienzan a salir en secreto, ocultándoselo tanto a sus amigos como a sus familias, ya que conocen las consecuencias de que ambos mantengan el contacto. Ello no impedirá que la relación se haga pública y, tras desvelar algunos secretos, ambos jóvenes deban afrontar las consecuencias de desobedecer a sus familias.

## Reparto

### Principal
- Korapat Kirdpan (Nanon) - Pran
- Pawat Chittsawangdee (Ohm) - Pat

### Secundario
- Pattranite Limpatiyakorn (Love) - Pa
- Pansa Vosbein (Milk) - Ink
- Jitaraphol Potiwihok (Jimmy) - Wai
- Sattabut Laedeke (Drake) - Korn
- Pahun Jiyacharoen (Marc) - Louis
- Theepakon Kwanboon (Prom) - Mo
- Thakorn Promsatitkul (Lotte) - Safe
- Pakin Kuna-anuvit (Mark) - Chang
- Puttipong Sriwat (Leo Putt) - Ming (padre de Pat)
- Pattamawan Kaomulkadee (Yui) - Madre de Pat
- Passin Ruangvuth (A) - Padre de Pran
- Paradee Vongsawad (Ple) - Dissaya (madre de Pran)
- Thanavate Siriwattanakul (Gap) - Chai
- Kongkiat Khomsiri (Kome) - Tong

### Invitados
- Natachai Boonprasert (Dunk) - Compañero de Pat & Pran en la banda de música del instituto
- Passatorn Koolkang (Captain) - Compañero de Pat & Pran en el instituto
- Kittipop Sereevichayasawat (Satang) - Compañero de Pat & Pran en la banda de música del instituto
- Napat Patcharachavalit (Aun) - Compañero de Pat & Pran en el instituto
- Norawit Titicharoenrak (Gemini) - Junior de Pat & Pran en el instituto
- Arun Asawasuebsakul (Ford) - Junior de Pat & Pran en el instituto
- Nattawat Jirochtikul (Fourth) - Junior de Pat & Pran en el instituto
- Achita Panyamang (Kim) - Pat de niño
- Tanapatch Chanthasorn (Zen) - Pran de niño
- Nichamon Ladapornpipat (Nene) - Pa de niña
- Chertsak Pratumsrisakhon (Chert) - Profesor Pichai
- Suphasawatt Purnaveja (Watt) - Profesor de Arquitectura
- Yaowalak Mekkulwiroj - Profesor
- Kusuma Teppharak (Pong) - Señora Payao
- Chayanee Chaladthanyakij (Meen) - Señora  Sunee
- Thitisan Goodburn (Kim) - Ham
- Passakorn Chaithep (Cnine) - Junior
- Amata Piyavanich (Jum) - Madre de Junior
- Pradit Prasartthong (Tou) - Yod
- Thanadon Meewongtham (Au)
- Kornprom Niyomsil (Au) - Toto
- Wisit Chantaraparb (Plug) - Chart
- Poom Kaewfacharoen - Actor de la obra teatral de la facultad de Arquitectura

## Banda sonora
| Título                        | Título romanizado RTGS                           | Título en inglés                                    | Artista                 | Ref.  |
| ----------------------------- | ------------------------------------------------ | --------------------------------------------------- | ----------------------- | ----- |
| «แค่เพื่อนมั้ง»                    | «Khae Phuean Mang»                               | «Just Friend?»                                      | Korapat Kirdpan (Nanon) | [ 6 ] |
| «จะไม่บอกใครละกันว่าเธอชอบฉันก่อน» | «Cha Mai Bok Khrai La Kan Wa Thoe Chop Chan Kon» | «Secret (Won't Tell Anyone That You Like Me First)» | Kacha Nontanun          | [ 7 ] |
| «เพลงที่เพิ่งเขียนจบ»              | «Phleng Thi Phoeng Khian Chop»                   | «Our Song»                                          | Korapat Kirdpan (Nanon) | [ 8 ] |

## Recepción
En IMDb la serie, computados 4.966 votos, obtiene una media ponderada de 8,8 sobre 10.
En el agregador de críticas Mydramalist.com contabilizados 25.319 votos de sus usuarios obtiene una calificación de 8,5 sobre 10.